# Сисян
Сися́н (кит. упр. 西乡, пиньинь Xīxiāng, буквально: «западная волость») — уезд городского округа Ханьчжун провинции Шэньси (КНР).

## История
Когда в первой централизованной империи в истории Китая страна была разделена на округа и уезды, то в 106 году до н. э. основная часть этих земель оказалась в составе уезда Чэнгу (成固县), а северо-восток — в составе уезда Аньян (安阳县). Во время диктатуры Ван Мана эти места захватил Гунсунь Шу, но после установления империи Восточная Хань они вернулись под власть центрального правительства. После того, как Бань Чао покорил Западный край, он был удостоен титула Динъюаньского хоу (定远侯, «упорядочитель далёкого»), и получил удел в этих местах, построив здесь городок Пинсичэн (平西城, «Умиротворённый Запад»). С него и начинается история Сисяна.
Когда в конце существования империи Хань страна начала разваливаться, в 219 году эти места захватил Лю Бэй, и включил их в состав своего царства Шу. В 221 году южная часть уезда Чэнгу была выделена в отдельный уезд Наньсян (南乡县, «южная волость»). В том же году Чжан Фэй получил титул Сисянского хоу (西乡侯) и получил удел в этих местах. Впоследствии царство Шу было уничтожено царством Вэй, а после объединения всей страны в Вэй сменилась правящая династия, и она стала империей Цзинь. В 281 году в честь титула Чжан Фэя уезд Наньсян был переименован в Сисян.
В эпоху Южных и Северных династий эти места не раз переходили из рук в руки. В 505 году государством Северная Вэй на границе уезда была основана Фэннинская пограничная застава (丰宁戍), и потому уезд был переименован в Фэннин (丰宁县). После того, как в 535 году эти места были захвачены государством Лян, уезду было возвращено название Сисян. В 551 году эти места перешли под власть государства Западная Вэй и оно, считая себе преемником Северной Вэй, в 552 году вновь переименовало уезд в Фэннин.
При империи Суй в 607 году уезд опять получил название Сисян. При империи Тан в 624 году южная часть уезда Сисян была выделена в уезд Янъюань (洋源县). В 825 году уезд Янъюань был опять присоединён к уезду Сисян.
При империи Цин в 1802 году для лучшего администрирования южной части уезда там был создан Динъюаньский комиссариат (定远厅). После Синьхайской революции в Китае была проведена реформа структуры административного деления, и Динъюаньский комиссариат стал отдельным уездом Чжэньба.
Во время гражданской войны этот регион был занят войсками коммунистов в декабре 1949 года. В 1951 году был создан Специальный район Наньчжэн (南郑专区), и уезд вошёл в его состав. В октябре 1953 года Специальный район Наньчжэн был переименован в Специальный район Ханьчжун (汉中专区). В 1969 году Специальный район Ханьчжун был переименован в Округ Ханьчжун (汉中地区).
В 1996 году постановлением Госсовета КНР были расформированы округ Ханьчжун и город Ханьчжун, и образован городской округ Ханьчжун.

## Административное деление
Уезд делится на 2 уличных комитета и 15 посёлков.

## Экономика
Важное значение имеет чайная промышленность. Чай из Сисяна по железной дороге экспортируется в страны Центральной Азии. 